# Vila (Haljala)
Vila es un pueblo ubicado en el municipio de Haljala, en el condado de Lääne-Viru, Estonia.

## Superficie
Posee una superficie de 5,734 kilómetros cuadrados.

## Demografía
Hasta 2021 la población era de 9 habitantes, con una densidad de población de 1,570 habitantes por kilómetro cuadrado.